# Pseudopallene pacifica
Pseudopallene pacifica is een zeespin uit de familie Callipallenidae. De soort behoort tot het geslacht Pseudopallene. Pseudopallene pacifica werd in 1961 voor het eerst wetenschappelijk beschreven door Losina-Losinsky. 